# 方孝孺
方孝孺（1357年3月16日—1402年7月25日），字希直，又字希古，號遜志，南明弘光帝追谥文正，浙江台州寧海（今属宁波市）人。據《明初大儒方孝孺的書法藝術》（作者：林邦德）中記載，方孝孺生於1357年3月16日(陰曆二月二十五日)。齋名遜志齋，蜀獻王朱椿改之為正學，故世稱正學先生。明朝建文年间重臣，文学家、思想家。因参与组织削藩及在靖難之變後拒绝与朱棣合作而遭處死。

## 生平

### 早年生涯
据《明史》记载，方孝孺自幼聰明好學、机警敏捷，双眼炯炯有神，每天读书量超过一寸厚，被鄉人稱呼為「小韓子」（小韓愈）。長大後拜大儒宋濂為師，為同輩人所推崇，即使身为长辈的胡翰、蘇伯衡均自称不如。方孝孺亦常把阐明王道、追求天下太平为己任。一次方孝孺卧病在床，家里断粮后家人相告，方孝孺反笑道：“古人所说‘三旬九食’，貧窮是常有的事。”后其父方克勤因空印案受牵连被诛杀，方孝孺为此扶喪歸葬、哀慟行路。直到服丧结束后，再跟从宋濂完成学业。
洪武十五年（1382年），因東閣大學士吳沉、楊樞的舉薦，明太祖朱元璋召見了方孝孺。太祖見方孝孺舉止端莊，學問淵博，稱讚他是個不可多得的人才。此后方孝孺为仇家所牵连，被逮捕入应天府。朱元璋看到其名后，释放归乡。洪武二十五年，方孝孺再次因举荐被召见。由於方孝孺力主施行仁政，先德化而後政刑；而太祖則主張以猛治國，運用嚴刑峻法控制官民，所以他沒有重用方孝孺。雖然如此，太祖卻有意栽培方孝孺，於是任命其為陝西漢中府教授。後太祖之子蜀王朱椿聞其賢，聘為世子師，並親題「正學」二字贈其書齋。

### 辅佐建文帝

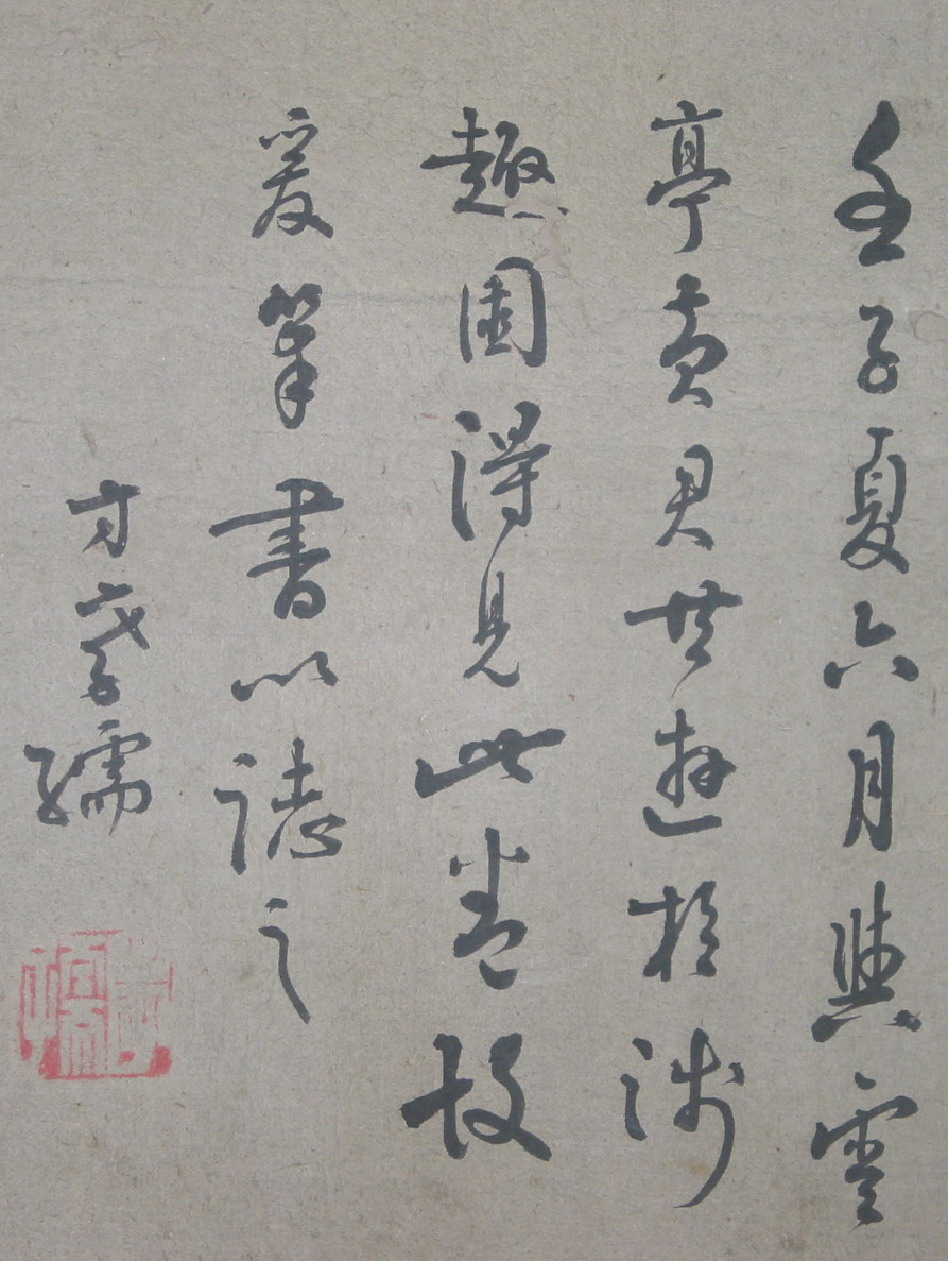
方孝孺笔墨《蓬戶手卷·前代名人題跋》

洪武三十一年（1398年），明太祖死，皇太孫朱允炆繼位，即为明惠帝。惠帝即位後，即遵照太祖遺訓，召方孝孺入京委以重任，先後讓他出任翰林侍講及翰林學士。惠帝敬重方孝孺，讀書時每有疑難即向他請教，處理國家大事也會徵求他的意見，有時還會讓方孝孺批復群臣的奏章。當時宮中纂修《明太祖實錄》及《類要》等史籍，皆由方孝孺擔任總裁。后定官制，孝孺改为文學博士。惠帝對方孝孺有知遇之恩，使方孝孺十分感激，他也決心竭盡全力輔助惠帝治理天下。 
當時各地藩王勢力日益增大，惠帝聽從兵部尚書齊泰和太常寺卿黃子澄的削藩建議，以加強中央集權。駐守北平的燕王朱棣（即後來的明成祖）遂以「清君側」為名，誓師「靖難」，揮軍南下京師。惠帝亦派兵北伐，當時討伐燕王的詔書檄文都出自方孝孺之手。
因為燕軍驍勇善戰以及建文帝等人的错误指挥和判断，王師逐漸失利。建文三年，燕军攻占大名。方孝孺建议道：“燕兵在大名长久停顿，天气炎热，定会不战自疲。请急命辽东部队进入山海关进攻永平、真定部队进攻北平，燕兵必然回援。我们再发兵攻击撤退部队，即可擒下。”明惠帝赞同，并命方孝孺草拟诏书，派遣大理寺少卿薛嵓抵达燕军，并赦免燕王罪行，使其罢兵回藩。又為宣諭數千言授于薛嵓，派其在燕军中秘密传散。薛嵓抵达后却藏匿宣諭不敢出，而燕王朱棣亦不奉詔。同年五月，吳傑、平安、盛庸發兵擾燕军餉道，燕王復遣指揮武勝上書请求罢免三者职位，惠帝将要批准时，方孝孺称：“一旦兵罢后，就不可能聚起了，请不要被迷惑。”惠帝于是决定坚持与燕军作战。不久，燕王朱棣攻占沛縣，烧毁粮船。当时黄河以北部队无战功，而山东德州的餉道被封，方孝孺为此忧心焦虑。于是建议惠帝派遣錦衣衛千戶張安带璽書于燕世子朱高炽，假借与朱高炽签订密约为由，离间朱高炽与其弟朱高煦，使朱棣生疑北返，以打通通往德州的饷道。后送递时，朱高炽得书不啟封，离间于是未能成功。
建文四年（1402年）五月，燕軍抵达长江以北，惠帝下诏在各地征兵。方孝孺称：“情形已经非常紧急了。宜派遣人答应割地，以拖延时间，东南各地的募兵才能汇集起来。燕军不善于水战，在长江上决战，胜负还尚未定。”惠帝于是派遣堂姑慶成郡主到燕軍劝说，朱棣不听，惠帝于是派遣水军集合。然而，水师大将陳瑄却将戰艦投降燕军，使其得以渡过长江。同年六月，惠帝非常忧愁恐惧，有人劝其转移到其他地方，再图复兴。而方孝孺则力请坚守南京应天府，以待援军。即使事有不濟，也会为社稷而死。然而，李景隆開金川門讓燕軍入城，后惠帝在宮內自焚而死（一說他由地道逃亡，從此失去蹤跡）。燕王進京後，文武百官多見風轉舵，投降燕王。方孝孺拒不投降，結果被捕下獄。

### 不屈而亡
當時方孝孺已經是名聞天下的第一大儒，其學識品德為四海所稱頌。朱棣起兵時，其謀士姚廣孝曾對他說，“城破之日方孝孺是決不會投降的，但萬萬不能殺他，殺了孝孺，天下的「讀書種子」（能承先啟後的讀書人）就滅絕了。”朱棣點頭答應。其實，朱棣也有意借用方孝孺的威信來收攬人心，所以當燕軍攻破南京後，朱棣屢次派人到獄中向方孝孺招降，希望由他撰寫新皇帝即位的詔書，方孝孺堅決不從。隨後朱棣強行派人押解方孝孺上殿，方孝孺披麻戴孝（斬衰）而入，悲慟至極，哭聲響徹大殿。 
朱棣上前安慰方孝孺，告訴他：「方先生別辛苦了，我只是像周公輔佐成王一樣。」方孝孺厲聲質問朱棣：「那成王（意指明惠帝）在哪？」朱棣稱惠帝已經自焚。方孝孺继续质问：“那為何不立成王的兒子（意指惠帝的兒子）為君呢？”朱棣答道：“國家仰賴年長的君王啊。”方孝孺继续追问：“为何不立成王之弟呢？”朱棣则称：“這是朕的家事。”并命人将筆墨投到方孝孺面前，声称：“要命令天下人的詔書，不是方先生寫的，不可以。”強迫他寫詔書。方孝孺擲筆於地，罵道：「死就死，詔書我不寫。」朱棣怒不可遏，命人將其押赴集市施以腰斬，時六月二十五日 。
方孝孺的弟弟方孝友將要被殺的時候，方孝孺看著弟弟，流下了眼淚，方孝友安慰他說：“阿兄何必淚潸潸，取義成仁在此間。華表柱頭千載後，旅魂依舊到家山。”隨後從容赴死。
|                      | 天降亂離兮孰知其由，三綱易位兮四維不修。骨肉相殘兮至親為仇，奸臣得計兮謀國用猶。忠臣發憤兮血淚交流，以此殉君兮抑又何求？嗚呼哀哉庶不我尤！ |
| ——方孝孺临刑遗辞[26] | |
方孝孺強忍悲痛，始終不屈。被凌遲殺害於南京聚寶門（今中華門）外，時年四十六岁。。
方孝孺被殺後，無人敢收屍，戴德彝撫屍慟哭不已，絕食三日，有詩云：「臨危生死決須臾，為國寧憐家與軀？繼志情殷愧力短，承先念切遇時渝。關山欲斷春秋淚，骨肉長分南北區。手澤遺今無復守，聊憑風雨泣桑榆。」最后方孝孺遗骸由門人廖鏞、廖銘收葬于聚寶門外山上，隨後兩人也因此連坐被誅。方孝孺妻子鄭氏与子方中憲、方中愈上吊自杀，两个女儿亦跳入秦淮河自尽。
方孝孺的宗族親友前後受诛者达873人，受牵连者达数千人，其门人中以身殉者有盧原質、鄭公智、林嘉猷。
野史记载，方孝孺被打進死牢时，明成祖朱棣派人大肆搜捕方孝孺在京的親屬（相傳誅殺「十族」，更勝於誅九族），並在行刑當日把他們押往刑場，在方孝孺面前一一殺害，場面十分残忍。但这种说法没有根据，在明史或是四库全书明史本纪中都没有记载，《立齋閒錄》中记载亲友受诛者873人 （页面存档备份，存于）中几乎不存在方孝孺母系亲人，父系亲人也没有尽为屠戮，比如方孝孺的堂兄方孝復在明仁宗在位期间获得赦免。

## 身后

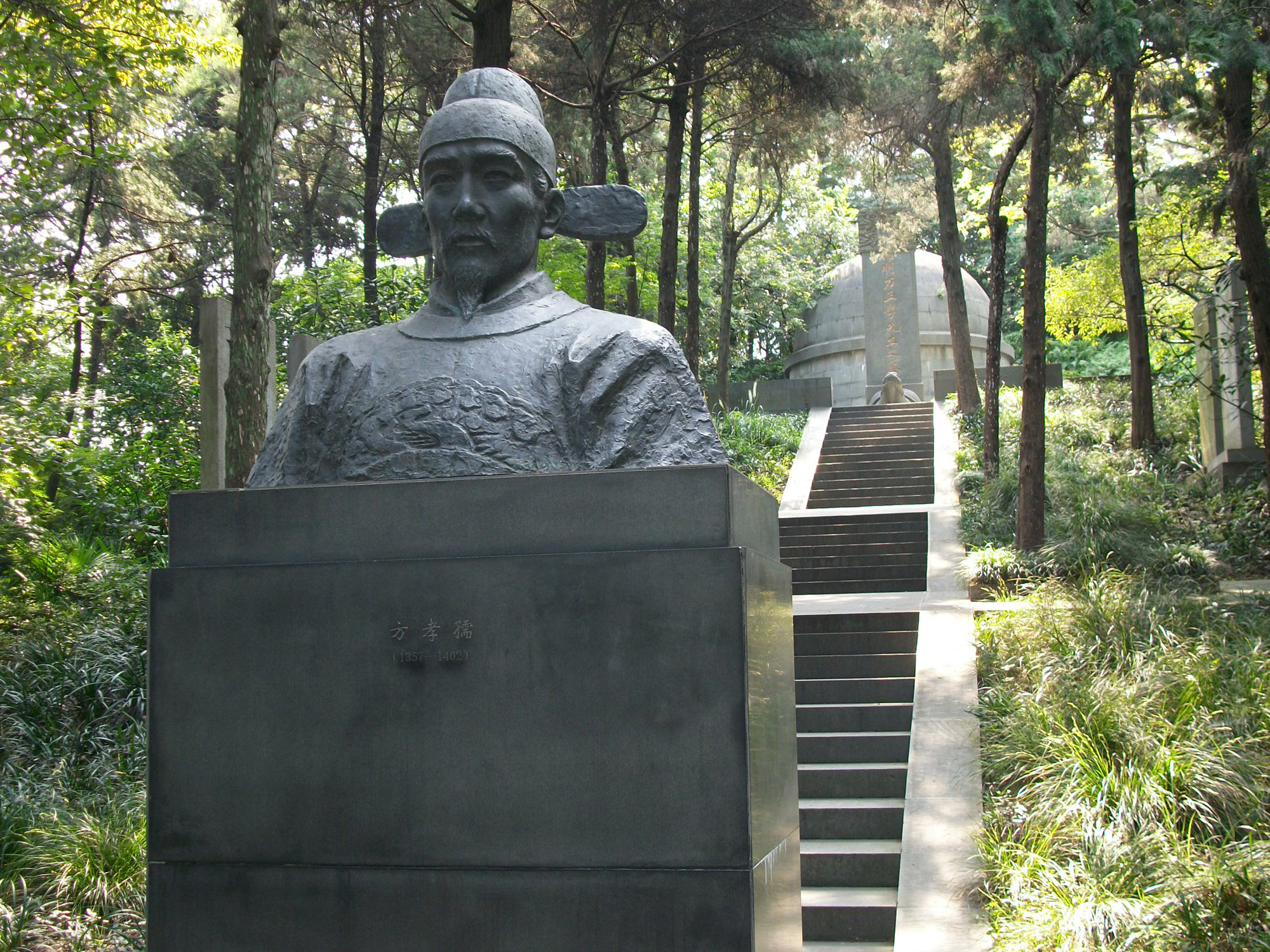
位于南京市雨花台的方孝孺衣冠冢。

永乐二十二年，明成祖朱棣驾崩后，長子明仁宗朱高炽继位。同年11月，朱高炽寬待齐泰、黄子澄、方孝孺等建文忠臣族人，并赦免之。齐、黄二人各有一子被找到并赦免。方孝孺未找到子嗣，找到了其堂兄方孝复，并赦免方孝复。萬曆十三年三月，释放因方孝孺连坐的戍边后裔，其分别流放到浙、贛、閩、粵、蜀等地的人数有一千三百余人。有地方縣志記載孝孺可能並無絕後，《明實錄》亦記載方孝孺的幼子方德宗是為數不多的倖存者。 方德宗其後為逃避追捕，南逃至廣東東莞一帶。
明世宗时期，松江人俞斌自称为方孝孺后人，并纂写《歸宗錄》，一时士大夫均纷纷相信，之后才被方氏后人察觉。
明神宗时期，有诏书褒奖记录建文年间忠臣、并在南京建造表忠祠，祠中所列人物中，徐輝祖为首，其次即为方孝孺。
弘光帝時期，贈孝孺為太師，諡文正。妻鄭，追封誥命夫人，諡貞愍。
閩南人則尊之為王爺神，稱方孝孺、鐵鉉、景清為三府千歲。

## 著作
方孝孺著作甚豐，内容醇深雄邁。当时每出一篇，人们纷纷传诵。其撰有《周禮考次》、《大易枝辭》、《武王戒書註》、《宋史要言》、《帝王基命錄》、《文統》等。永乐年间，朱棣查禁他的所有著作，并令藏匿方孝孺文集者死罪。章樸因收藏方孝孺文集，被楊善檢舉，而處死，其弟章宗簡出面求情，亦被殺。其门人王稌潛錄制的《侯城集》。著有《遜志齋集》二十四卷。

### 引用
1. ↑  《明史》（卷141）：“方孝孺，字希直，一字希古，寧海人。父克勤，洪武中循吏，自有傳。孝孺幼警敏，雙眸炯炯，讀書日盈寸，鄉人目為「小韓子。」長從宋濂學，濂門下知名士皆出其下。先輩胡翰、蘇伯衡亦自謂弗如。孝孺顧末視文藝，恒以明王道、致太平為己任。”
2. ↑  “三旬九食”的典故，出自晉朝陶淵明的《擬古》：“三旬九遇食，十年著一冠。”是說三十天中只能吃九頓飯，形容家境异常貧困。
3. ↑  《明史》（卷141）：“嘗臥病，絕糧，家人以告，笑曰：「古人三旬九食，貧豈獨我哉！」父克勤坐「空印」事誅，扶喪歸葬，哀動行路。既免喪，復從濂卒業。”
4. ↑  《明史》（卷141）：“洪武十五年，以吳沈、揭樞薦，召見。太祖喜其舉止端整，謂皇太子曰：「此莊士，當老其才。」禮遣還。後為仇家所連，逮至京。太祖見其名，釋之。二十五年，又以薦召至。太祖曰：「今非用孝孺時。」”
5. ↑  《明史》（卷141）：“除漢中教授，日與諸生講學不倦。蜀獻王聞其賢，聘為世子師。每見，陳說道德。王尊以殊禮，名其讀書之廬曰「正學。」”
6. ↑  《明史》（卷141）：“及惠帝即位，召為翰林侍講。明年遷侍講學士，國家大政事輒咨之。帝好讀書，每有疑，即召使講解。臨朝奏事，臣僚面議可否，或命孝孺就扆前批答。”
7. ↑  《明史》（卷141）：“時修《太祖實錄》及《類要》諸書，孝孺皆為總裁。更定官制，孝孺改文學博士。”
8. ↑  《明史》（卷141）：“燕兵起，廷議討之，詔檄皆出其手。”
9. ↑  《明史》（卷141）：“建文三年，燕兵掠大名。王聞齊、黃已竄，上書請罷盛庸、吳傑、平安兵。孝孺建議曰：「燕兵久頓大名，天暑雨，當不戰自疲。急令遼東諸將入山海關攻永平；真定諸將渡盧溝搗北平，彼必歸救。我以大兵躡其後，可成擒也。今其奏事適至，宜且與報書，往返逾月，使其將士心懈。我謀定勢合，進而蹴之，不難矣。」帝以為然。命孝孺草詔，遣大理寺少卿薛嵓馳報燕，盡赦燕罪，使罷兵歸藩。又為宣諭數千言授嵓，持至燕軍中，密散諸將士。比至，嵓匿宣諭不敢出，燕王亦不奉詔。”
10. ↑  《明实录·太宗实录》（卷八）：“陛下审之，嵓归至京，未入见。孝孺私就问之，曰燕王何言？其将士心如何？且观彼此两军之势，孰壮孰弱？嵓曰：燕王语直而意诚，累千百言皆天理人心之正不能难也。其将士虽不及吾十一，而皆与王一心。父子不过焉，吾军虽众，然骄而懈，疎而寡谋，且诸将不和，未见有胜之道。今日之事朝廷，但当处之。以道不当以力。孝孺默然。嵓入见具言。上之情及军中之事。建文君以语孝孺曰：诚如嵓言，曲在朝廷齐黄误我矣。孝孺曰：闻嵓来时，燕王重贿之，今故为之游说，不足信也遂罢。”
11. ↑  《明史》（卷141）：“五月，吳傑、平安、盛庸發兵擾燕餉道。燕王復遣指揮武勝上書，伸前請。帝將許之。孝孺曰：「兵罷，不可復聚，願毋為所惑。」帝乃誅勝以絕燕。”
12. ↑  《明史》（卷141）：“未幾，燕兵掠沛縣，燒糧艘。時河北師老無功，而德州又饋餉道絕，孝孺深以為憂。以燕世子仁厚，其弟高煦狡譎，有寵於燕王，嘗欲奪嫡，謀以計間之，使內亂。乃建議白帝：遣錦衣衛千戶張安賫璽書往北平，賜世子。世子得書不啟封，並安送燕軍前。間不得行。”
13. ↑  《明实录·太宗实录》（卷九）：“方孝孺言于朝曰：今河师老无功，而德州饷道又绝，事势可忧。向以罢兵之说诱之，既不能行，则当别图一策。安可坐视？臣有一策。建文君曰：试言之。对曰：燕世子孝谨仁厚，得国人心，燕王最爱之。而其弟高燧狡谲，素忌其宠，屡谗之于父，不信今但用计离间，其世子彼既疑世子，则必趣归北平，即吾德州之饷道通矣，饷道通即兵气振可图进取也。建文君曰，何以知其父子兄弟之悉？孝孺曰：臣之徒有林嘉猷者，燕王尝召至府中，居久故得之悉。建文君曰：此策固善，但父子钟爱，既深恐未能间之。孝孺曰：可行。遂令孝孺草书贻世子，令背父归朝，许以燕王之位，而令锦衣卫千户张安赍诣世子，世子得书不启封，并安遣人送军前。时中官黄俨奸险，素为世子所恶，而高燧深结之，为己地及安持书至。俨已先遣人驰报，上曰：朝廷与世子已通密谋。上不信。高煦时侍，上亦替俨言非谬。上亦不信，语竟世子，所遣人以书及张安皆至。上览书，叹曰：甚矣！奸人之险诈！吾父子至亲爱，犹见离间？况君臣哉？”
14. ↑  《明实录·太宗实录》（卷九）：“宗庙之灵垂佑，相见有日也。郡主还，具言之。建文出，以语方孝孺。孝孺失色。建文君复问：今奈何？孝孺徐曰：长江可当十万兵，江北船已遣，人尽烧之矣。北兵能飞度？况天气蒸，易以染疾，不十日彼自退。若遽度江祇送死耳。”
15. ↑  《明实录·太宗实录》（卷九）：“辛酉，建文君闻缘江海舟兵皆降，又闻镇江降，忧郁不胜，徘徊殿庭之间。方孝孺称疾不起。遣人强起之，问计。孝孺曰：今城中尚有劲兵二十万，城高池深粮食充足。尽撤城外民舍驱民入城，足以为守城。外积木悉运入城，彼无所据，虽来能久驻乎？建文君从其计。”
16. ↑  《明史》（卷141）：“明年五月，燕兵至江北，帝下詔征四方兵。孝孺曰：「事急矣。遣人許以割地，稽延數日，東南募兵漸集。北軍不長舟楫，決戰江上，勝負未可知也。」帝遣慶成郡主往燕軍，陳其說。燕王不聽。帝命諸將集舟師江上。而陳瑄以戰艦降燕，燕兵遂渡江。時六月乙卯也。帝憂懼，或勸帝他幸，圖興復。孝孺力請守京城以待援兵，即事不濟，當死社稷。”
17. ↑  《明史》（卷141）：“乙丑，金川門啟，燕兵入，帝自焚。是日，孝孺被執下獄。”
18. ↑  谷應泰《明史紀事本末》：“建文四年夏六月乙丑，帝知金川門失守，長吁，東西走，欲自殺。翰林院編修程濟曰：“不如出亡。”少監王鉞跪進曰：“昔高帝升遐時，有遺篋，曰：‘臨大難，當發。’謹收藏奉先殿之左。”群臣齊言：“急出之！”俄而舁一紅篋至，四圍俱固以鐵，二鎖亦灌鐵。帝見而大慟，急命舉火焚大內，皇后馬氏赴火死。程濟碎篋，得度牒三張，一名應文，一名應能，一名應賢。袈裟、帽、鞋、剃刀俱備，白金十錠。朱書篋內：“應文從鬼門出，餘從水關御溝而行，薄暮，會於神樂觀之西房。”帝曰：“數也！”程濟為帝祝髮。吳王教授楊應能願祝髮隨亡，監察御史葉希賢毅然曰：“臣名賢，應賢無疑。”亦祝髮。各易衣披牒。在殿凡五六十人，痛哭仆地，俱矢隨亡，帝曰：“多人不能無生得失，有等任事著名，勢必窮詰；有等妻子在任，心必縈繫，宜各從便。”御史曾鳳韶曰：“願即以死報陛下！”帝麾諸臣，大慟，引去若干人。九人從帝至鬼門，而一舟艤岸，為神樂觀道士王昇，見帝，叩頭稱萬歲，曰：“臣固知陛下之來也。疇昔高皇帝見夢，令臣至此耳！”乃乘舟至太平門，昇導至觀，已薄暮矣。俄而楊應能、葉希賢等十三人同至。”
19. ↑  《明史》（卷141）：“先是，成祖發北平，姚廣孝以孝孺為託，曰：「城下之日，彼必不降，幸勿殺之。殺孝孺，天下讀書種子絕矣。」成祖頷之。”
20. ↑  《明史》（卷141）：“至是欲使草詔。召至，悲慟聲徹殿陛。”
21. ↑  《明史》（卷141）：“成祖降榻，勞曰：「先生毋自苦，予欲法周公輔成王耳。」孝孺曰：「成王安在？」成祖曰：「彼自焚死。」孝孺曰：「何不立成王之子？」成祖曰：「國賴長君。」孝孺曰：「何不立成王之弟？」成祖曰：「此朕家事。」顧左右授筆劄，曰：「詔天下，非先生草不可。」
22. ↑  《明史》（卷141）：“孝孺投筆於地，且哭且罵曰：「死即死耳，詔不可草。」成祖怒，命磔諸市
23. ↑  《明实录·太宗实录》（卷九）：“丁丑。执奸臣齐泰、黄子澄、方孝孺等至阙下。上数其罪，咸伏辜遂戮于市。”
24. ↑  《國朝獻徵錄》（卷二十）：“又召公草詔。及見，悲慟徹殿。陛上降榻勞曰：先生無勞苦？余欲法周公輔成王耳。公曰：成王今安在？文皇曰：渠自焚死。公曰：成王即不存，何不立成王之子？文皇曰：國賴長君。公曰：何不立成王之弟？文皇又曰：先生無過勞苦。置左右授筆札，又曰：詔天下，非先生草不可。公大批數字云云，投筆於地，又大哭，且罵且哭，曰：死即死，詔不可草。文皇大怒，命腰斬於市。公慨然就戮。”
25. ↑  《明史》（卷141）：“弟孝友與孝孺同就戮，亦賦詩一章而死。”
26. 1 2  《明史》（卷140）：“孝孺投筆於地，且哭且罵曰：「死即死耳，詔不可草。」成祖怒，命磔諸市。孝孺慨然就死，作絕命詞曰：「天降亂離兮孰知其由，奸臣得計兮謀國用猶。忠臣發憤兮血淚交流，以此殉君兮抑又何求？鳴呼哀哉兮庶不我尤！」時年四十有六。”
27. ↑  《明史》（卷141）：“其門人、德慶侯廖永忠之孫鏞與其弟銘，檢遺骸葬聚寶門外山上。”
28. ↑  《明史》（卷129）：“孝孺死，鏞、銘收其遺骸，葬到聚寶門外山上。甫畢，亦見收，論死。”
29. ↑  《國朝獻徵錄》（卷106）：「靖难后，文皇以廖侯两子镛与铭尝受学方孝孺，令召之。孝儒怒曰：『汝读几年书，还不识个"是"字！』两子复命，文皇大怒，令收孝儒，刑之聚宝门外，凡七日，骂声不绝。廖两子拾遗骸，葬聚宝门外山上。甫毕而廖氏亦见收，两子逃去。永乐元年四月，锦衣卫镇抚司奏获镛、铭，送刑部，论死。镛弟钺及从父淮安指挥佥事升俱谪戍边，镛母东瓯王长女也，并铭女送浣衣局。”
30. ↑  《明史》（卷141）：“妻鄭及二子中憲、中愈先自經死，二女投秦淮河死。”
31. ↑  《明史》（卷141）：“孝孺之死，宗族親友前後坐誅者數百人。其門下士有以身殉者，盧原質、鄭公智、林嘉猷，皆寧海人。”
32. 1 2  《明熹宗实录》（卷22）： “己亥，诏恤先臣方孝孺遗胤。孝孺在建文朝，以侍读学士直文渊阁。当靖难师入，以草诏不从，致夷十族。其幼子德宗，幸宁海，谪尉魏泽匿之，密托诸生余学夔负入松江岛屿，以织网自给。华亭俞允妻以养女，因冐余姓，遂延一线。至是其十世孙方忠奕以贡来京，伏阙上书得旨。方孝孺忠节持著，既有遗胤，准与练子宁一体恤录。”
33. ↑  祝允明《野记》（卷2）：“文皇既即位，问广孝谁可草诏？广孝以方对，遂召之。数往返，方竟不行，乃强持之入，方披斩衰行哭。既至，令视草，大号，詈不从，强使搦管，掷去，语益厉，曰：“不过夷我九族耳！”上怒云：“吾夷汝十族。”左右问何一族？上曰：“朋友亦族也。”于是尽其九族之命而大搜天下为方友者杀之。”
34. ↑  《明史紀事本末》（卷18）：“文皇大声曰：“汝安能遽死。即死，独不顾九族乎？”孝孺曰：“便十族奈我何！”声愈厉。文皇大怒，令以刀抉其口两旁至两耳，复锢之狱，大收其朋友门生。每收一人，辄示孝孺，孝孺不一顾，乃尽杀之，然后出孝孺，磔之聚宝门外。孝孺慷慨就戮，为绝命词曰：“天降乱离兮孰知其由，奸臣得计兮谋国用犹。忠臣发愤兮血泪交流，以此殉君兮抑又何求。呜呼哀哉，庶不我尤！”时年四十六。复诏收其妻郑氏，妻与诸子皆先经死。悉燔削方氏墓。初，籍十族，每逮至，辄以示孝孺，孝孺执不从，乃及母族林彦清等、妻族郑原吉等。九族既戮，亦皆不从，乃及朋友门生廖镛、林嘉猷等为一族，并坐，然后诏磔于市，坐死者八百七十三人，谪戍绝徼死者不可胜计。”
35. ↑  明·錢士升《皇明表忠記》：“孝孺十族之誅，有以激之也。愈激愈殺，愈殺愈激，至於斷舌碎骨，湛宗燔墓而不顧。”
36. ↑  《明史》（卷141）：“仁宗即位，諭禮部：「建文諸臣，已蒙顯戮。家屬籍在官者，悉宥為民，還其田土。其外親戍邊者，留一人戍所，餘放還。」萬曆十三年三月，釋坐孝孺謫戍者後裔，浙江、江西、福建、四川、廣東凡千三百餘人。而孝孺絕無後，惟克勤弟克家有子曰孝復。”
37. ↑  民國《鄞縣志》：「方孝孺長子中愈之後方九成，自明萬曆年間，由慈溪遷至鄞縣，居於白岳鄉方家。在慈溪時姓朱，到鄞縣後復姓方，方九成為此始祖。」
38. ↑  《明史》（卷141）：“世宗時，松江人俞斌自稱孝孺後，一時士大夫信之，為纂《歸宗錄》。既而方氏察其偽，言於官，乃已。”
39. ↑  《明史》（卷141）：“神宗初，有詔褒錄建文忠臣，建表忠祠於南京，首徐輝祖，次孝孺云。”
40. ↑  《明史》（卷141）：“孝孺工文章，醇深雄邁。每一篇出，海內爭相傳誦。永樂中，藏孝孺文者罪至死。”
41. ↑  《明史》（卷141）：“門人王稌潛錄為《侯城集》，故後得行於世。”

### 书籍
- 明·《明实录·太宗实录》（第8、9卷）
- 明·焦竑编，《國朝獻徵錄》（第20卷）
- 清·張廷玉等，《明史》（第141卷）
- 清·谷應泰，《明史紀事本末》
- 鹤成久章：〈建文元年的京闱与方孝孺 （页面存档备份，存于）〉。

| 官衔        | 官衔                       | 官衔        |
| ----------- | -------------------------- | ----------- |
| 前任： 李遜 | 明朝侍读学士 1399年-1402年 | 繼任： 解縉 |